# دانا الفردان
دانا الفردان (29 يوليو 1985) هي مُلحنة، ومُغنية وكاتبة أغاني قطرية. تُساهم كسفيرة ثقافية في أوركسترا قطر الفيلهارمونية [الإنجليزية]. يعتمد أسلوبها الفني على دمج الموسيقى الكلاسيكية والمعاصرة مع تأثيرات عربية قوية. أصدرت ألبومها الأول بعنوان "Paint" عام 2013.

## نبذة
درست دانا الفردان العلاقات الدولية في الجامعة الأمريكية في الشارقة، ثم حصلت على شهادة أخرى في علم الجواهر من لندن. بدأت عملها في مجموعة الفردان قبل أن توجه اهتمامها نحو الغناء والموسيقى. في عام 2012، قررت تغيير مسارها المهني وسجلت ألبومها الأول في لندن أثناء حملها. كُرمت أعمالها في عام 2017، حيث مُنحت جائزة "امرأة العام".